# فرودگاه لو آور کتویل
فرودگاه لو آور کتویل (به انگلیسی: Le Havre – Octeville Airport) (به زبان بومی: Aéroport du Havre - Octeville) یک فرودگاه همگانی با کد یاتا LEH است که یک باند فرود آسفالت دارد و طول باند آن ۲۳۰۰ متر است. این فرودگاه در شهر لو آور کشور فرانسه قرار دارد و در ارتفاع ۹۵ متری از سطح دریا واقع شده است.